# Gerrit Hesse
Gerrit Hesse (* 28. April 1978 in Hamburg) ist ein deutscher ehemaliger Schauspieler.

## Leben
Hesse wurde bekannt durch seine Rolle des Daniel (Dany) Brendel in der Kinderserie Neues vom Süderhof. Von 1991 bis 1993 war er in insgesamt 13 Episoden der NDR-Fernsehproduktion zu sehen. 1996 verkörperte er seine Rolle in der Episode Zu Besuch auf dem Süderhof ein letztes Mal. 1995 war er als Hauke Kraft in sieben Episoden der Fernsehserie Verbotene Liebe zu sehen. 1997 lieh er seine Stimme dem Charakter Karl Vierstein in dem Computerspiel TKKG – Katjas Geheimnis.
Hesse arbeitet in einem Hamburger Softwareunternehmen als Softwareentwickler.

## Filmografie
- 1991–1993, 1996: Neues vom Süderhof (Fernsehserie, 14 Episoden)
- 1995: Verbotene Liebe (Fernsehserie, 7 Episoden)